# 全日空商事
全日空商事株式会社（ぜんにっくうしょうじ、英: ALL NIPPON AIRWAYS TRADING CO., LTD.）は、全日本空輸（ANA）グループの商社。

## 概要
ANAグループの多角化事業の中核企業であり、事業内容は航空機部品の輸入取り扱い等の航空関連事業を中心に、広告代理業、空港店舗や通信販売の運営、紙製品の取り扱い、食品の輸入、半導体の取り扱いなど多岐にわたる。
また「パティスリー・サダハル・アオキ・パリ」の運営、「スターバックスコーヒージャパン」初のライセンス店舗の運営、国内初のパイロット訓練会社「panda・Flight・Academy 株式会社」をANAとの共同出資で設立するなど、様々な投資的事業を展開している。本社所在地は東京都港区東新橋 汐留シティセンター。
他のANAグループ企業が社名の「全日空」を軒並み「ANA」に変えている中、本会社は「全日空」を残す数少ない企業である（残りは全日空モーターサービスと本会社の子会社の全日空商事デューティーフリーのみ）。

## 沿革
- 1970年
  - 10月 資本金3,000万円にて設立
- 1971年
  - 5月 航空機部品調達事業を開始
  - 9月 ALL NIPPON AIRWAYS INC., AMERICASを米国ロスアンゼルスに設立（現・米国全日空商事）
  - 10月 資本金6,000万円に増資
- 1973年
  - 2月 国内旅行業登録認可を取得
  - 4月 スカイホリデー東京センターを開設
- 1974年
  - 4月 資本金1億2,000万円に増資
- 1977年
  - 9月 柴田産業の全株式を取得（現・ANAフーズ）
- 1979年
  - 3月 本社事務所を虎ノ門三井ビルより霞が関ビルに移転
  - 6月 東京フレッシュサービスを設立（後の航空食品）
- 1980年
  - 7月 ホクシーの株式を取得
- 1986年
  - 1月 資本金3億6,000万円に増資
  - 6月 一般旅行業登録認可を取得
- 1987年
  - 10月 インターナショナル・カーゴ・サービスを設立
  - 11月 航空機部品部パリ支店を開設
- 1988年
  - 5月 ANA機内誌「ANA SKY SHOP」による通信販売を開始
- 1989年
  - 6月 ホリデーインターナショナルトラベルを設立
  - 7月 米国MARIANI社と輸入総代理店契約を締結し、プルーンの販売を開始
- 1992年
  - 6月 全日空商事デューティーフリーを設立
- 1993年
  - 4月 全日空商事エアクラフトを設立
- 1995年
  - 10月 プラットアンドホイットニー社アジアンディストリビューションセンターの開設に伴い、運営業務を受託
- 1997年
  - 1月 国内・海外の免税店舗の屋号を「ANA HOUSE」に統一
- 1998年
  - 12月 本社ならびに旅行営業部東京旅行支店を港区港南へ移転
- 1999年
  - 7月 全日空スカイホリデーを設立
- 2000年
  - 4月 旅行営業事業を全日空スカイホリデーに営業譲渡
  - 6月 ゼネラルエレクトリック社ロジスティックセンター（成田）の運営管理を受託
  - 10月 インターネットショッピングモール（astyle）を開設
- 2002年
  - 8月 GEM ELECTRONICS社（上海）との提携により半導体受託生産を開始
- 2003年
  - 3月 本社を港区東新橋へ移転
  - 3月 空港店舗名称を「ANA FESTA」に統一
- 2004年
  - 11月 エー・スイーツ・ハウスを設立
  - 12月 上海駐在事務所を開設
- 2006年
  - 4月 エーエヌケー商事を吸収合併
- 2008年
  - 4月 店舗運営会社4社を合併し、ANA FESTAに商号変更
  - 8月 資本金10億円に増資
- 2009年
  - 7月 全日空商事エアクラフトを吸収合併
- 2014年
  - 3月 藤二誠の株式を取得
  - 8月 食品事業を吸収分割し、日本フレッシュフーズに承継。同社はANAフーズに商号変更
- 2015年
  - 4月 ANAフーズが航空食品を吸収合併。

## 主な事業
2014年現在4つのカンパニーの下、9の事業部を擁し、下記の事業を行っている。
- 航空・電子カンパニー
  - 航空機事業部
航空機の輸出入・販売・リース
  - 航空機部品事業部
航空機部品および航空機用エンジン部品の調達・海外修理取り扱い
  - 電子事業部
半導体材料・半導体製品・半導体製造機器の販売、セキュリティ機器の製造販売
- 生活産業・メディアカンパニー
  - 生活製品資材事業部
原料パルプ輸入、紙製品販売
  - 広告メディア事業部
ANAグループの広報誌やウェブサイトなどにおける広告代理店業務、機内ビデオ・音楽プログラムの調達
  - 客室用品事業部
機内用品の調達、宿泊施設への消耗品販売・供給
  - ロイヤリティー・イノベーション事業部
マイレージサービス、それと連携したマーケティング
- リテールカンパニー
  - 機内販売事業部
機内販売用商品の選定・買い付け、ANAグループオリジナルグッズの企画・販売
  - WEBセールス事業部
通信販売サイト"astyle"、"ANA SKY SHOP"などの運営
- 食品カンパニー

2000年までは旅行営業部もあり旅行業も運営していたが、1999年に設立された全日空スカイホリデー（現ANAセールス）に事業譲渡。

## 主な子会社・関連会社
- ANAフーズ
- ANA FESTA
- インターナショナル・カーゴ・サービス株式会社(International Cargo Service Co.,Ltd.) - ANAの航空機部品の輸出入通関業務を専門に行う会社として、1987年10月に設立。資本金 3,000万円。全日空商事株式会社とANAホールディングス株式会社が株主。従業員数は派遣社員含み132名(2015.4.1現在)。通関士有資格者 35名。その他、国際物流管理士、物流技術管理士等。取引先はANA及びANAグループエアラインのほか、外国エアライン、海外大手機体・エンジン製造メーカー、航空関連商社など、航空関連、機械関連に強い。
- 全日空商事デューティフリー
- 米国全日空商事
- エー・スイーツ・ハウス
- 武蔵の杜カントリークラブ
- 藤二誠

## 不祥事
- 2019年2月4日 - 4日、男性部長（40代）が取引先との交際費名目などで約2900万円を着服したとして、同日付で懲戒解雇。刑事告訴を検討しており、警視庁愛宕警察署に被害相談した[1]。